# مناظر العالم الطبيعية

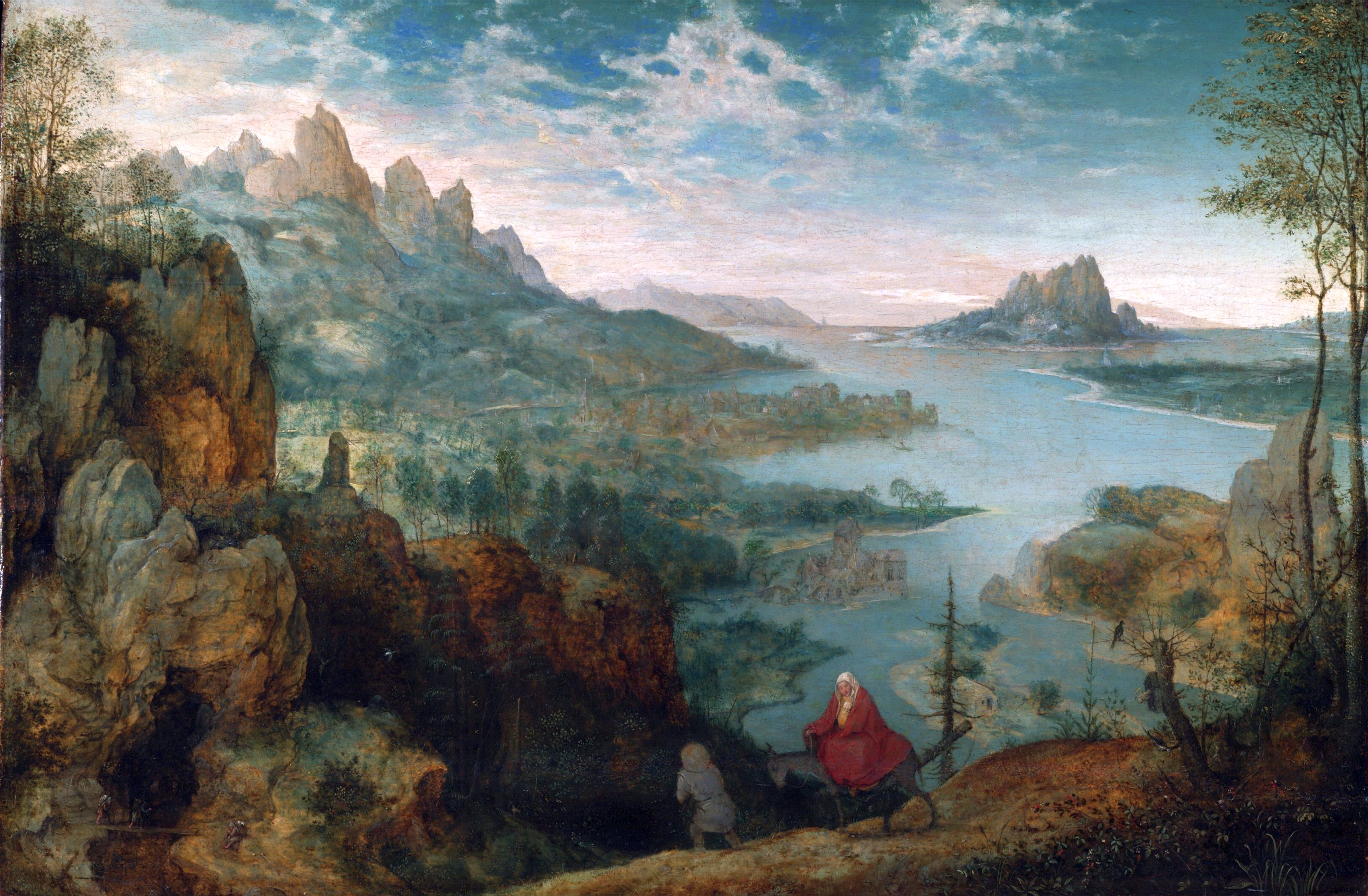

مناظر العالم الطبيعية، وهي ترجمة لكلمة (بالألمانية: Weltlandschaft) (مشهد العالم)، هي نوع من التكوين في التصوير الغربي يُظهر منظرًا طبيعيًا بانوراميًا تخيليًا يُرى من زاوية نظر مرتفعة فيشمل الجبال، والسهول (الأراضي المنخفضة)، والمياه، والمباني. عادةً ما يكون موضوع كل لوحة حكاية توراتية أو تاريخية، لكن الشخصيات التي تنطوي على هذا العنصر الحكائي تتضاءل مقارنة بالبيئة المحيطة بها.
ظهرت المناظر الطبيعية العالمية لأول مرة في التصوير في أعمال المصور الهولندي المبكّر يواكيم باتينير (نحو 1480-1524)، ومعظم لوحاته القليلة الباقية من هذا النوع، وكانت عادةً ما تظهر مواضيع دينية، لكن بتكليفٍ من رعاة علمانيين. «كانت تجميعات تخيُّلية للجوانب الأكثر سحرًا وروعةً في الجغرافيا الأوروبية، والتي جُمِّعت من أجل إسعاد مسافر الكرسي (المسافر في مكانه) الثري»، لتقديم «تكوين مثالي للعالم يُلتقط بنظرة أوليمبية (علوية) واحدة».
تناول عدد من الفنانين الهولنديين الآخرين هذا النوع من التكوين، أشهرهم بيتر بروغل الأكبر. كان هناك تطوير موازٍ يقوم به ألبرخت ألتدورفر المعاصر لباتينير وفنانين آخرين من مدرسة الدانوب. رغم أن تكوينات هذا النوع واسع الانتشار ظلت شائعة حتى القرن الثامن عشر وما بعده، إلا أن المصطلح عادة ما يستخدم فقط لوصف الأعمال المنتجة في البلدان المنخفضة وألمانيا خلال القرن السادس عشر. استخدم ابرهارد فريهر فون بودينهاوزن مصطلح (مشهد العالم) بالألمانية Weltlandschaft لأول مرة عام 1905 مع الإشارة إلى غيرارد دايفيد، ثم طبقه لودفيغ فون بالداس على عمل باتينير عام 1918، والذي عُرِّف بأنه تصوير ل «كل ما بدا جميلًا للعين؛ البحر والأرض، والجبال والسهول، والغابات والحقول، والقلعة والكوخ.»

## هولندا
حظيت معالجة خلفيات المناظر الطبيعية في التصوير الهولندي المبكر بإعجاب كبير في إيطاليا، ووُظِف المتخصصين الفلمنديين في بعض ورش العمل الإيطالية، بما في ذلك ورشة تيتيان. اعتمد عدد من الفنانين الإيطاليين خلفيات العديد من المطبوعات الأولى لـ ألبرخت دورر. بدأ باتينير، «مُشجعًا بالتذوق الإيطالي للبساطة الشمالية، في أوائل عشرات القرن السادس عشر بتمديد خلفيات لوحاته متحررًا من أي نسبة» بطريقة «عكست بقوة التراتب الطبيعي للموضوع والخلفية». بحلول عام 1520، كان معروفًا جيدًا بهذه الموضوعات، وعندما زاره دورر في أنتويرب وصفه في مذكراته بأنه «الرسام الجيد للمناظر الطبيعية» (gut landschaftsmaler) في أول استخدام لكلمة Landschaft المناظر الطبيعية في سياق فني.
اللوحات صغيرة نسبيًا وتستخدم تنسيقًا أفقيًا؛ ليصبح هذا قاعدةً لتصوير المناظر الطبيعية في الفن إذ أصبح يطلق عليه الآن تنسيق «المناظر الطبيعية» في السياقات العادية، ولكن في ذلك الوقت كانت تجديدًا كبيرًا، لأن «اللوحات اللوحية (من ألواح الخشب) المحمولة دائمًا تقريبًا ما كانت تُنسق بشكل رأسي قبل عام 1520» و «كانت مناظر باتينير الطبيعية من أوائل الألواح الصغيرة أفقية التنسيق من أي نوع». يستخدم عادةً ثلاثة ألوان أساسية لتوضيح تكويناته، بمقدمة بنية، ومنطقة وسطية زرقاء وخضراء، ودرجات الأزرق للمسافات البعيدة. خط الأفق مرتفع نسبيًا عن مستوى تصوير اللوحة. جاء باتينير (وهيري ميت دي بليس) من بلدة دينانت على نهر الميز (في بلجيكا الحديثة) حيث يوجد «منظر طبيعي مذهل غير هولندي»، فهناك منحدرات صخرية دراماتيكية المنظر وجُرُفٍ قائمة على طول النهر. فكثيرا ما استُرجعت هذه المناظر في لوحاته، وأصبحت تشكل سمة مشتركة بين أعمال الفنانين الآخرين.  
مع استخدام سمات التنسيق الرأسي الأخرى، صُورت هذه اللوحات كما لو كان يُنظر إليها مباشرة (من نفس المستوى) حتى في الأجزاء السفلية من المنظر الطبيعي، وبالتالي «تؤكد على تماسك مستوى اللوحة» في أعماله، على عكس التدافع الأفقي مترامي الأطراف للمناظر الطبيعية الأساسية. يرى كل من كينيث كلارك وسيمون شاما لوحاته هذه بصفتها «آخر المناظر الطبيعية الرمزية الباقية»، وربطوها بالتمثيل «المتمعج» للجبال في القرون الوسطى وما قبلها.
يتصل الأسلوب بخلفيات المناظر الطبيعية في أعمال هيرونيموس بوش، رغم أن هذه المناظر في أعماله الرئيسية تعمل كخلفية لجموعه من الشخصيات وليست معنية بتضمين تنويع لعناصر المناظر الطبيعية؛ لكن تلك (المناظر الطبيعية) في الأعمال الصغيرة مثل سانت جيروم في الصلاة تستبق النمط الجديد. في معظم النواحي تحتفظ اللوحات بالعناصر نفسها مثل معالجات نفس المواضيع في القرن الخامس عشر، ولكنها تُظهر، بمصطلحات سينمائية حديثة، لقطة طويلة بدلًا من لقطة متوسطة.
يعتبر معظم مؤرخي الفن أن الشخصيات لا تزال مهمةً في أعمال باتينير وأتباعه، وليست مجرد حشوٍ للمنظر الطبيعي، ومعظمها شخصيات للمواضيع المتصلة بالمنظر الواسع. من أكثرها شعبية الرحلة إلى مصر، وابتكار «استراحة أثناء الرحلة إلى مصر» في القرن الخامس عشر، والموضوعات التي تظهر النساك مثل القديسين جيروم وأنتوني مع العالم الذي انسحبوا منه مبينًا أسفل منهم. ويربطون كذلك ظهور الأسلوب بعصر الاستكشاف، ودور أنتويرب كمركز مزدهر لكل من التجارة العالمية ورسم الخرائط، ونظرة ساكن المدينة الثري للريف، بحث مؤرخو الفن في اللوحات باعتبارها استعارات دينية لرحلة الحياة الطويلة.
يعد الأسلوب أيضًا مثالًا مبكرًا على الاتجاه الفني في القرن السادس عشر نحو «الانقلاب التكلُّفي» (وهو مصطلح صاغه ماكس دوفراك) أو «التكوين المقلوب»، حيث أصبحت العناصر الثانوية أو تلك الموجودة بالخلفية سابقًا مهيمنة على مساحة اللوحة. في خمسينيات القرن السادس عشر، بدأ بيتر أرتسين نمطًا من اللوحات (الكانفاس) كبيرة الحجم يهيمن عليها انتشارات كبيرة لتصوير الطبيعة الصامتة للطعام، وتصوير شخصيات من الحياة اليومية كالطهاة أو بائعي الأسواق بحجم كبير، بينما قد تُلمح مشاهد توراتية صغيرة في الخلفية. تضع بعض لوحات جان ساندرز فان هيمسن شخصيات من الحياة اليومية في مقدمة لوحات عن الموضوعات الدينية أو الأخلاقية. في القرن السابع عشر، أصبحت كل هذه المجالات راسخةً بصفتها أنواعًا مستقلة في التصوير الهولندي والفلمندي، ولاحقًا في جميع أنحاء التصوير الغربي.
طُوِّر ابتكار باتينير بواسطة هيري ميت دي بليس (1510 – نحو 1555–1560) الذي كان على الأرجح ابن أخيه. فأخذ النوع إلى طراز التكلفية الشمالية الجديد. وكان من الفنانين الآخرين لوكاس جاسيل، والموقع بحروف اسمه الأولى من برونزويك (فنان هولندي مجهول الاسم)، وكورنيليس ماسيس.